# Tæthedsbølgeteori
Tæthedsbølgeteori eller Lin-Shus tæthedsbølgeteori er en teori for armene i spiralgalakser. Ifølge teorien består armene ikke fast af bestemte stjerner, men er i stedet kvasistatiske bølger med en højere tæthed af stjerner. Stjernerne selv kan bevæge sig ind og ud af spiralarmene. Teorien blev fremsat i 1964 af Chia-Chiao Lin og Frank Shu.  Fænomenet minder om trafikpropper, hvor biler kører ind og ud af proppen, uden at proppen selv forsvinder.